# Campus de Somosaguas
Campus de Somosaguas è una stazione della linea ML2 della rete tranviaria di Madrid.
Si trova presso il Campus universitario di Somosaguas dell'Università Complutense di Madrid, nel comune di Pozuelo de Alarcón.

## Storia
È stata inaugurata il 27 luglio 2007 insieme al primo tratto della linea.